# Amblyptilia falcatalis
Amblyptilia falcatalis (tên tiếng Anh: Brown Plume Moth) là một loài bướm đêm thuộc họ Pterophoridae. Nó được tìm thấy ở New Zealand.

## Hình ảnh

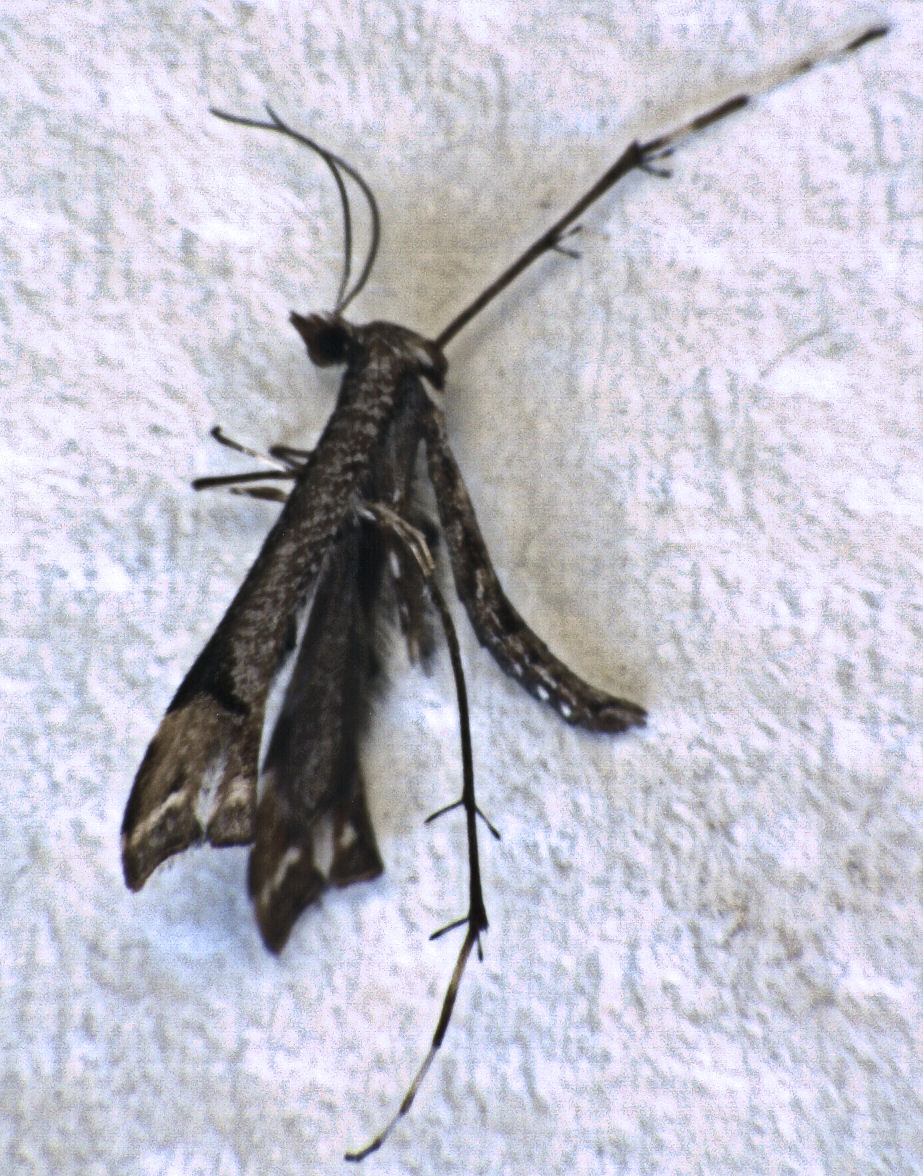